# 黒海ドイツ人

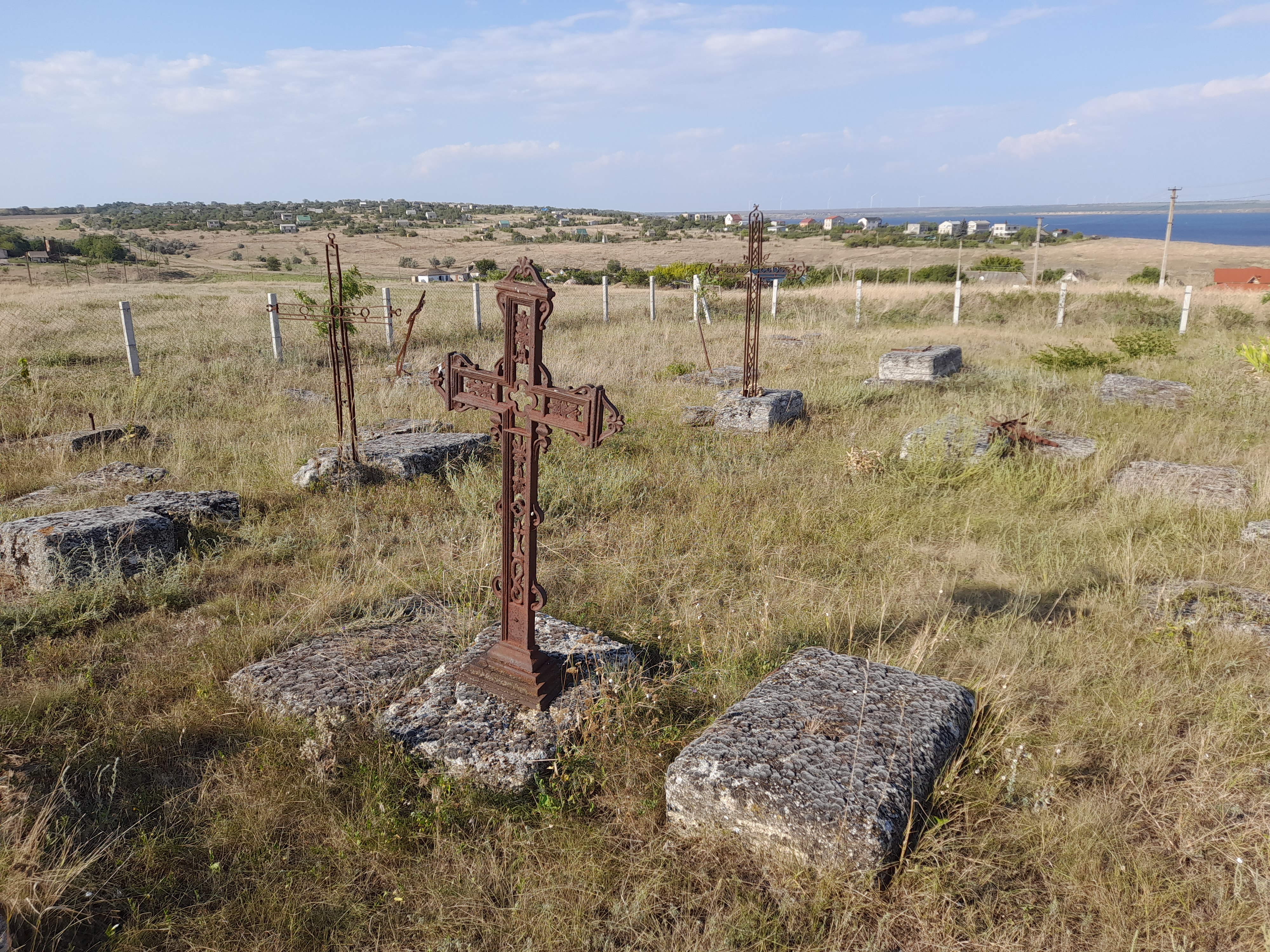
ドイツ系の墓 (19世紀初頭) プショニャノヴェ村, コミンテルニウスキイ地区, オデッサ州, ウクライナ

黒海ドイツ人（ドイツ語: Schwarzmeerdeutsche; ロシア語: черноморские немцы; ウクライナ語: чорноморські німці）またはウクライナ・ドイツ人は、18世紀から19世紀に母国を離れ、黒海の北側の領域（大部分ロシア帝国南部の領域で現在のウクライナを含む）に住み着いた民族ドイツ人」(ethnic Germans、ドイツ国外にあるドイツ人)である 。
黒海ドイツ人として含まれるのは黒海エリアに由来する次のグループである（ベッサラビア・ドイツ人、クリミア・ドイツ人、ドブロジャ・ドイツ人、 およびロシアン・メノナイトなど）。
黒海ドイツ人はヴォルガ・ドイツ人とは区別される。2つのグループは、ほぼ同時期に同じ理由でロシア帝国に移住した民族であるが地理的、文化的にはヴォルガ・ドイツ人とは異なる。

## 歴史

### ロシア帝国時代
ドイツ人は1800年頃、南ウクライナおよびクリミア半島に住み始めた。その時代、南ウクライナはロシア帝国の一部だった。これらの土地はオスマン帝国(1768–1774)とクリミア・ハン国(1783)に対する戦争に勝利した後、エカチェリーナ2世の統治下、ロシア帝国によって併合された。
入植地の範囲はヴォルガ・ドイツ人の入植範囲ほどコンパクトではなかった。むしろ複数の植民地が連なっている事が多かった。最初のドイツ人入植者は1787年にやって来た。初め西プロイセンから、後にドイツ西部、南西ドイツ、アルザスおよびワルシャワから。カソリック、ルター派、 メノナイトはすべて有能な農家として知られていた。 (メリトポリュ地区のメノナイト入植地に関するモロチュナ入植地の項目を参照); エカチェリーナ2世自身は彼らにロシア帝国への移住を勧める個人的な招待状を送った。

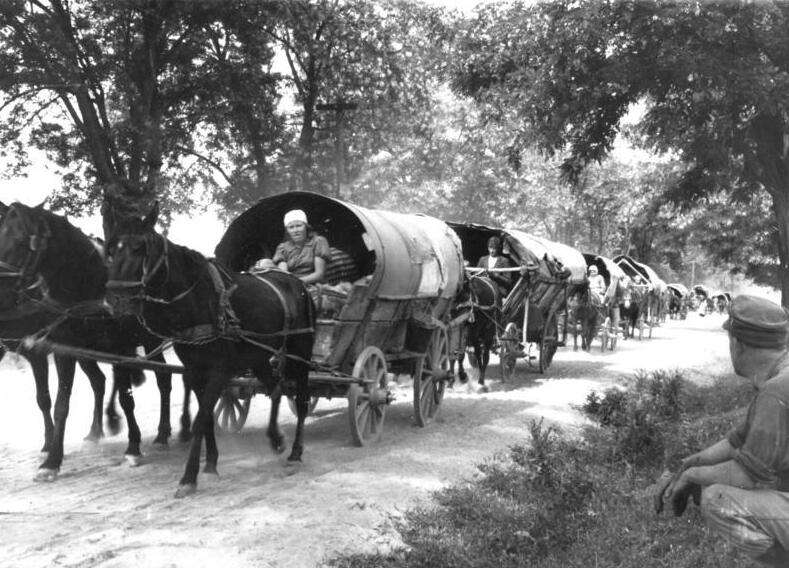
黒海ドイツ系難民の馬車旅:ハンガリー,1944年7月 第二次世界大戦中

### 革命から第二次世界大戦まで
1917年のボルシェビキ革命とソビエト連邦の成立の後、黒海ドイツ人は第二次世界大戦前、ホロドモール(強制餓死政策)に晒され、ドイツ語を使用する教会を閉鎖され、学校は授業の言語をドイツ語からロシア語またはウクライナ語に変更することを強制された。45,000人のクリミア・ドイツ人は黒海ドイツ人とともにシベリアとカザフスタン(その多くは強制労働収容所: forced labor camp)に追放された。
多くはソビエト連邦の農場の集団化(1930-31年 スターリンの第1次五カ年計画による)の結果として国外追放された。 ドイツ系農家は共産主義政権によってクラーク(kulaks)の烙印を押され、集団農場へ自発的に土地を差し出すことを拒んだ者はシベリアと中央アジアに追放された。 クラークの大量追放は社会的な基準に基づき、人種的な基準に基づくものではなかったが、ドイツ系ロシア人入植者達はおそらく、それ以外のいかなるコミュニティより苦しめられた。1926年の国勢調査によれば、ソビエトの人口1億4700万人のおよそ1.2%がクラークに分類されグラグ(Gulag:ここでは強制労働収容所の意)に追放された。 クラークとしてキャンプに送られたドイツ民族の数はおよそ5万人だった。それは同じ国勢調査によればドイツ系人口123万9000人の4%だった。 ドイツ系は集団化が推し進められている時期に、多数が追放された唯一の民族グループという訳ではなかった。同じ位多くのポーランド人も同じ運命に苦しめられた。 しかし、ドイツ系がソビエト連邦内で国内追放された単一では最大の外国系マイノリティを成していた。 多くのソビエト当局がすべてのドイツ系農家をクラークとして考えていた(平均的なロシア人農民より豊かに見えたためであった事は疑いの余地がない)ため、 ドイツ系コミュニティーに対する大きな偏見があったことが明らかになった。

### 第二次世界大戦期

#### ドイツによる侵略期
1941年6月22日のヒトラーによるソビエト連邦への侵略（バルバロッサ作戦）後、ソビエト指導部はソビエト連邦の西部地域からすべてのドイツ民族を立退かせることを決定した。 最高会議は最初の立退きを命令した。だが、決して戻る事は許されなかったので、事実上追放だった。クリミアからすべてのドイツ民族を追放するための行動は1941年8月15日に始まった。 命令には老人は立退かせてはならないとあったが、すべての人が追放された。最初はスタヴロポリへ、続いて南東ウクライナのロストフ・ナ・ドヌへ、だが最後に全員が収容所かカザフスタンの特別入植地(special settlements)に送られた。 追放される者達には荷造りに3-4時間しか与えられず、どこへ向かうのか、どのぐらいの期間留まるのか、どのぐらいの食料が必要か、教えられる事はなかった。多くの者にとって結果は飢餓だった。しかも、混乱のせいで多くの家族がバラバラになった。この時、総計でおよそ6万人のドイツ民族がクリミアから追放された。
黒海ドイツ人の大多数はドイツ軍の迅速な侵攻のおかげで立退きを免れたが、スターリンはそれでもドニプロ川の東に居住するドイツ系を逮捕・追放するのに十分な時間を持っていた。1941年9月25日から10月10日までの期間10万5000人のドイツ民族がこの地域から追放された。 ソビエト政府が1941年8月15日から12月25日までに、 シベリアと中央アジアへ追放した総数で言えばドイツ系ロシア人85万6000人だった。 この数字には共産党とコムソモールのメンバーが数多く含まれている。
枢軸国は戦争開始後数ヶ月間でソビエトの領土を素早く占領したため、ソビエト政権は国土の西部から大半のドイツ民族を立退かせることができなかった。西ウクライナ、ヴォルィーニ、および黒海地域のドイツ系住民の町と村はすべてナチス・ドイツの支配下(当初は軍政その後はナチス党か親衛隊)に置かれた。

#### ソビエトによる反攻期
1942年から1943年にかけての冬季、スターリングラードでのドイツ軍の敗北で、赤軍はドイツ占領地域の奪還を伴う攻勢を開始した。 SS長官ハインリヒ・ヒムラーはすべてのドイツ民族を引き揚げさせ、第三帝国に帰還させる決定をした。帰還は北コーカサス内に散らばったドイツ系コミュニティーで始まり、1943年2月に11000人が移された。 その直後、4万人のドイツ系ロシア人はドン川とドニプロ川に挟まれた地域から西方へ移された。1943年10月にソビエト軍がドニプロ川に近づいた時、総計およそ3万5000人のコルティツァメノナイトのコミュニティは逃亡せねばならなかった。10月に4万5,000人のヴォルィーニ(西ウクライナ)から来たドイツ民族は再び去らねばならなかった。しかも1944年2月までに、赤軍を止めることはできないことが南ウクライナのドイツ系にとってが明らかになり彼らは避難を始めた。  およそ13万5000人が西部に逃げた。28万人と見積られているドイツ民族はソビエトから成功裏に脱出した。その数は1943年の帝国国勢調査によれば戸籍のあるドイツ系人口のほぼ90%に相当する。

### 戦後
ヤルタ協定の本国帰還に関する付属文書に基づきアメリカとソビエトは 戦争終結時点の各々の国に帰還させることに同意した。 ドイツによってソビエトから移住させられた、ほぼ30万人のドイツ民族の内、およそ20万人が 西ポーランド(以前はドイツの一部)のヴァルテガウ(Warthegau: ライヒスガウ・ヴァルテラントの別名)から(もしくは東ヨーロッパの他の場所から)逃亡してきた時か、占領下のドイツからソビエトへ強制送還された時点で、捕らえられ赤軍によってグラグに送られた。

## 入植地の範囲

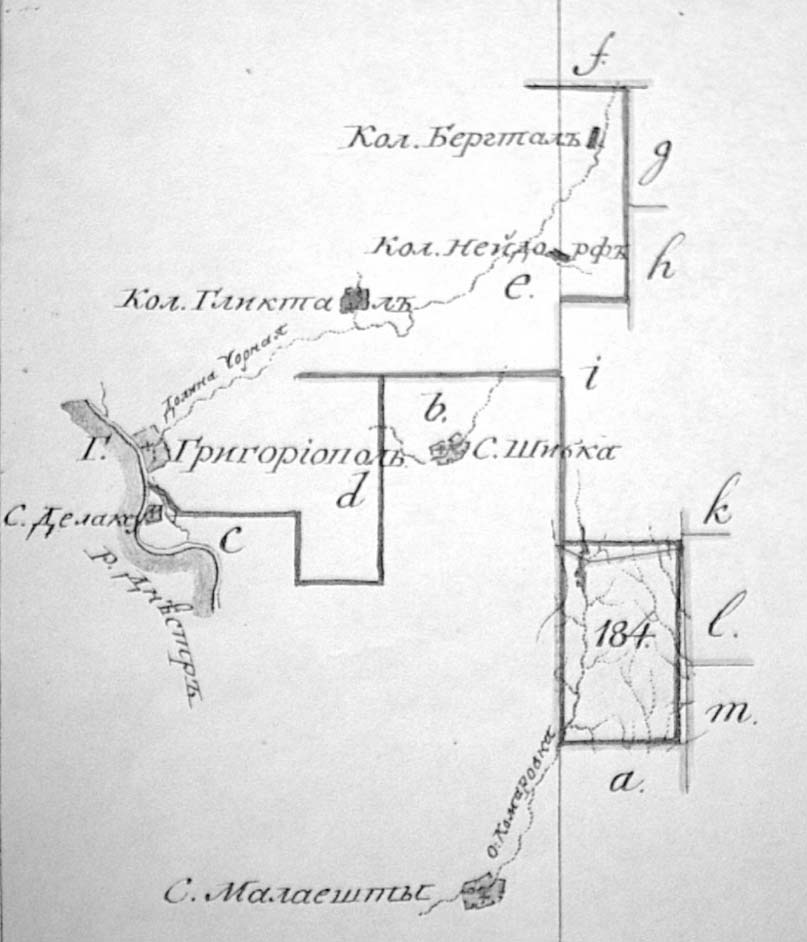
1809年 グリュックスタール入植地の地図

## 入植地の範囲[5]
訳注:　以下、ウクライナ語地名のラテン翻字の多くはドイツ式 　参考: ウクライナ語のラテン翻字

### グリュックスタール Glückstal
- Glückstal (現在の Hlinaia - モルドヴァ/トランスニストリア)
- Neudorf (現在の en:Carmanova – モルドヴァ/トランスニストリア)
- Bergdorf (現在の en:Colosova – モルドヴァ/トランスニストリア)
- Kassel (現在の Welykokomariwka/uk:Великокомарівка – ウクライナ/オデッサ州)
およびその派生入植地(daughter colonies)
  - Hoffnungstal (現在の en:Zebrykowe/uk:Цебрикове – ウクライナ/オデッサ州)
  - Hoffnungsfeld (現在の Lenine/uk:Леніне (Фрунзівський район) – ウクライナ/オデッサ州)
  - Klein Neudorf (現在の Nowoseliwka/uk:Новоселівка (Великомихайлівська селищна громада)) – ウクライナ/オデッサ州)
  - Neu-Beresina (現在の Malosymenowe/uk:Малозименове – ウクライナ/オデッサ州)
  - Neu-Glückstal (現在の Zybuliwka/uk:Цибулівка (Великомихайлівський район) – ウクライナ/オデッサ州)
  - Neu-Berlin (現在の en:Worobjowe/uk:Воробйове (Великомихайлівський район) – ウクライナ/オデッサ州)
  - Neu-Kassel (現在の Sofijiwka (Schyrjajewe)/uk:Софіївка (Ширяївський район) – ウクライナ/オデッサ州)
  - Rosenfeld (現在の Konopljane/uk:Конопляне – ウクライナ/オデッサ州)
  - Gnadenfeld (現在の Nejkowe/uk:Нейкове – ウクライナ/オデッサ州)
  - Kleinbergdorf (現在の en:Crasnoe – モルドヴァ/トランスニストリア)
  - Friedenstal (現在の Tryhrady/uk:Тригради – ウクライナ/オデッサ州)
  - Krontal (破壊 – グリゴリオポル（英語版）の東  – モルドヴァ/トランスニストリア)
  - Neu-Glückstal (現在 Rymariwka/uk:Римарівка (Красноокнянський район) の一部としてのWowtsche/Вовче – ウクライナ/オデッサ州)
  - Koscharka (現在の Koscharka/Кошарка – ウクライナ/オデッサ州)　　47.471589, 29.601741
  - Saratow (破壊, Koscharkaの東北) [6]

### クートシュルガン Kutschurgan
- Strassburg (現在 en:Kuchurhan/uk:Кучурган (Роздільнянський район)の一部)
- Selz (現在 Lymanske/uk:Лиманське (смт)の一部 - ウクライナ/オデッサ州)
- Kandel (現在Lymanske/uk:Лиманське (смт)の一部 - ウクライナ/オデッサ州)
- Baden (現在 en:Kuchurhan/uk:Кучурган (Роздільнянський район)の一部 - ウクライナ/オデッサ州)
- Mannheim (現在の Kam'yanka/Кам'янка -ウクライナ/オデッサ州) 訳注: オデッサ州にКам'янка村は複数存在するため特定不能
- Elsass (現在の Shcherbanka/uk:Щербанка - ウクライナ/オデッサ州)
およびその派生入植地:
  - Ambrose Khutor
  - Balmas - モルドヴァ/ベッサラビア
  - Bezilajweka
  - Bischofsfeld (現在の Yeremiivka/uk:Єреміївка - ウクライナ/オデッサ州)
  - Bogunskoje
  - Brilowa
  - Brinnowka
  - Dikowa
  - Diminski
  - Fischer Khuter
  - Fischer-Franz Khutor
  - Georgental (現在の Sekretarivka/uk:Секретарівка - ウクライナ/オデッサ州)
  - Jeremejewka
  - Johannestal
  - Kamenka
  - Kaschary
  - Kellersheim (破壊)
  - Kosenka
  - Koslowka
  - Kutschurgan Khutor
  - Langenberg
  - Larga, モルドヴァ/ベッサラビア
  - Linejewka
  - Mandrowo
  - Marjanowka
  - Matischowka
  - Miller Khutor
  - Milliardowka
  - Miroljubowka
  - Neu Baden
  - Neu Elsass
  - Neu Kandel (現在の Bohunove/Богунове)
  - Neu Mannheim (現在の Novostepanivka/Новостепанівка)
  - Neu Schlossel Khutor
  - Neu Selz
  - Neu Strassburg
  - Nowo Andreaschewka
  - Ponjatowka
  - Rosaljewka
  - Sachalski
  - Schatzen Khutor
  - Schemiott
  - Schwowe Khutor
  - Severinovka (現在の Severynivka/Северинівка)
  - Stepanowka
  - Sturpelz
  - Susanowka
  - Tschebanka
  - Wasiljewka
  - Welter Khutor
  - Wolkowo

### グロースリーベンタール Großliebental[7]

オデッサ付近のグロースリーベンタール入植地付近の地図 黒丸が入植地

- Großliebental (現在の Welykodolynske/uk:Великодолинське - ウクライナ/オデッサ州)
(1803年 ヴュルテンベルク出身のルター派により創設)
- Kleinliebental (現在の Malodolynske/uk:Малодолинське - ウクライナ/オデッサ州)
(1803年　アルザス出身のカトリックにより創設)
- Josefstal (現在の Jossypiwka (Owidiopol)/uk:Йосипівка (Овідіопольський район) - ウクライナ/オデッサ州)
(1803年　アルザス出身のカトリックにより創設)
- Mariental (現在の Marjaniwka (Owidiopol)/uk:Мар'янівка (Овідіопольський район) - ウクライナ/オデッサ州)
(1803年　アルザス出身のカトリックにより創設)
- Lustdorf (現在の Burlacha Balka/uk:Бурлача Балка オデッサの地区)
(1805年 ヴュルテンベルク出身者により創設)
- Alexanderhilf (現在の Dobroolexandriwka/uk:Доброолександрівка - ウクライナ/オデッサ州)
(1805/06年 ヴュルテンベルク出身者により創設)
- Neuburg (現在の Nowohradkiwka/uk:Новоградківка - ウクライナ/オデッサ州)
(1806年 ヴュルテンベルク出身者により創設)
- Peterstal (現在の Petrodolynske/uk:Петродолинське - ウクライナ/オデッサ州)
- Franzfeld (現在の en:Nadlymanske/uk:Надлиманське - ウクライナ/オデッサ州)
- Annental (現在の Biljary/uk:Білярі - ウクライナ/オデッサ州)
- Güldendorf (現在の Krasnosilka/uk:Красносілка (Комінтернівський район) - ウクライナ/オデッサ州)
- Freudental (現在の Myrne (Biljajiwka)/uk:Мирне (Біляївський район) - ウクライナ/オデッサ州)
以下の派生入植地も同様:
  - Friedensfeld (現在の Syliwka/uk:Силівка - ウクライナ/オデッサ州)
  - Neu-Freudental (現在の Marynowe/uk:Маринове - ウクライナ/オデッサ州)

### ベレザン Beresan[8]
- Landau (現在の en:Shyrokolanivka/uk:Широколанівка - ウクライナ/ムィコラーイウ州)
- Speyer (現在の Pischtschanyj Brid/uk:Піщаний Брід (Веселинівський район) - ウクライナ/ムィコラーイウ州)
- Rohrbach (現在の Nowoswitliwka (Wesselynowe)/uk:Новосвітлівка (Веселинівський район) - ウクライナ/ムィコラーイウ州)
- Worms (現在の Wynohradne (Beresiwka)/uk:Виноградне (Березівський район) - ウクライナ/オデッサ州)
- Sulz/Шульцово (破壊 - ウクライナ/ムィコラーイウ州)
- Karlsruhe (現在の Stepowe (Mykolajiw)/uk:Степове (Миколаївський район) - ウクライナ/ムィコラーイウ州)
- Rastadt (現在の Poritschtschja/Поріччя)
- München (現在の Poritschtschja/Поріччя)
- Katharinental (現在の Kateryniwka (Wesselynowe)/Катеринівка)
- Johannestal (現在の Iwaniwka (Kubrjaky)/uk:Іванівка (Кубряцька сільська рада) - ウクライナ/ムィコラーイウ州)
- Waterloo (現在の Stawky (Wesselynowe)/uk:Ставки (Веселинівський район) - ウクライナ/ムィコラーイウ州)
以下の派生入植地も同様:
  - Alexanderfeld (現在の en:Berezivka/uk:Березівка - ウクライナ/オデッサ州)
  - Felsenburg (現在の Welidariwka/Велідарівка)
  - Gnadenfeld (現在の Nejkowe/Нейкове)
  - Halbstadt (現在の Nowoseliwka (Beresanka)/uk:Новоселівка (Березанський район) - ウクライナ/ムィコラーイウ州)
  - Neu Karlsruhe (現在の Tscherwona Sirka (Baschtanka)/Червона Зірка)
  - Neu Rastadt (現在Poritschtschjaの一部)
  - Friedrichstal (破壊)
  - Stuttgart (破壊)

### モロチュナ入植地 Molotschna

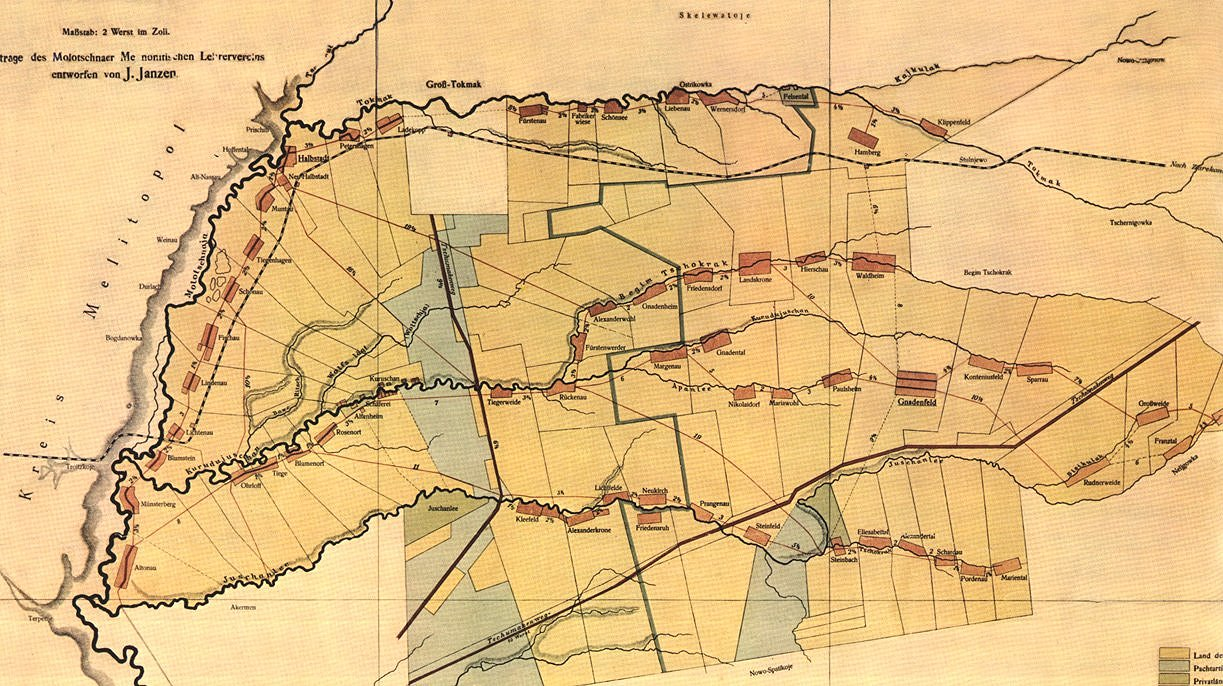
1912年 モロチュナ入植地の地図

- Alt-Montal (現在の Samoschne/Заможне)
- Alt-Nassau (現在の Wynohradne (Tokmak)/uk:Виноградне (Токмацький район) - ウクライナ/ザポリージャ州)
- Blumental (現在の Riwne (Tokmak)/Рівне)
- Durlach (破壊, south of Tschapajewka (Tokmak)/Чапаєвка)
- Friedrichsfeld (現在の Rosdol (Mychajliwka)/Роздол)
- Grüntal (破壊, at Tschornosemne/Чорноземне)
- Heidelberg (現在の Nowohoriwka/Новогорівка)
- Hochheim (現在の Komsomolske (Tokmak)/Комсомольське)
- Hochstädt (現在の Wyssoke (Mychajliwka)/Високе)
- Hoffental (現在Wynohradneの北部に含まれる)
- Karlsruhe (現在の Sraskowe/Зразкове)
- Kostheim (現在の Pokasne/Показне)
- Kronsfeld (現在の Marjaniwka (Mychajliwka)/Мар'янівка)
- Leiterhausen (現在の Traktorne/Тракторне)
- Neu-Montal (現在の Peremoschne (Tokmak)/Переможне)
- Neu-Nassau (現在の Suwore/Суворе)
- Prischib (広域に破壊 in the northern part of Wynohradne)
- Reichenfeld (現在の Plodorodne/Плодородне)
- Rosental (現在の Nowe Pole/Нове Поле
- Tiefenbrunn (現在の Tschystopillja (Tokmak)/Чистопілля)
(1822年バーデン(Baden)から来たルター派により創設)
- Waldorf (現在の Schowtnewe (Tokmak)/Жовтневе)
- Wasserau (現在の Wodne/Водне) ダルムシュタット(Darmstadt)入植地

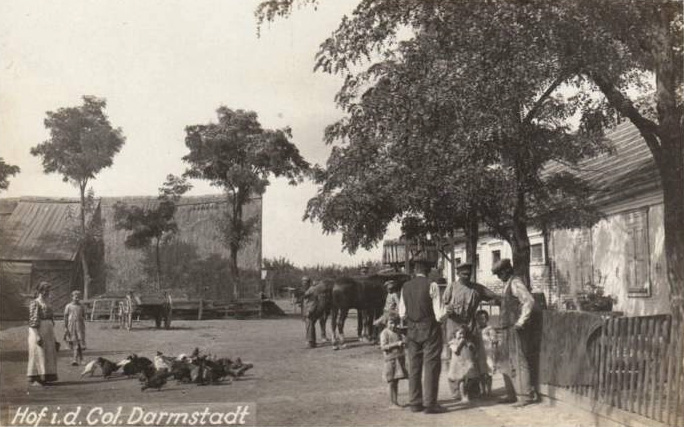
ダルムシュタット(Darmstadt)入植地

- Weinau (現在の Tschapajewka (Tokmak)/Чапаєвка)
- Neudorf (zerstört, south of Wyschnewe (Tokmak)/Вишневе)
(1833年には既に解散)
  - Darmstadt (現在の Romaschky/Ромашки)
  - Kaisertal (現在の Solota Dolyna/Золота Долина)

### エカチェリノスラフ[9]付近の入植地
- Billersfeld (現在の Olexandriwka (Dnipropetrovsk)/Олександрівка)
- Fischersdorf (現在の Stadtteil Rybalske (Samara)/Рибальське  ドニプロペトロウシク近くのStadtrajons Samaraの一部として)
- Jamburg (現在の Dniprowe/Дніпрове)
- Josefstal (現在の Samarivka/Самарівка, 広域に破壊) – (トルン (1780) および ダンツィヒ (1789)から来たルター派)
- Kronsgarten (en:Pidhorodne/ピドホロードネ (ドニプロペトローウシク州)の南部) – (マリーエンブルク(Marienburg: 現ポーランド語: Powiat Malborski) から来たフリージアン・メノナイト(1789))
- Mariental/Marienfeld (現在の Majorka (Dnipropetrowsk)/uk:Майорка (Дніпропетровський район) - ウクライナ/ドニプロペトロウシク州)

### マリウポリ付近の計画植民地
- Kirschwald (現在の Wyschnjuwate/uk:Вишнювате - ウクライナ/ザポリージャ州)
- Tiegenhof (現在の Asow (Rosiwka)/uk:Азов (селище)(Розівський район) - ウクライナ/ザポリージャ州)
- Rosengart (Rajhorod – 現在Lystwjanka/Листвянкаの北部)
- Schönbaum (現在の Lystwjanka/Листвянка)
- Kronsdorf (Kasjanoselsk – 現在Rosiwka/Розівкаの北部)
- Grunau (Alexandronewsk – 現在Rosiwka/Розівкаの北部内)
- Rosenberg (現在の Rosiwka/Розівка)
- Wickerau (現在の Kusneziwka/Кузнецівка)
- Reichenberg (現在の Bahatiwka/Багатівка)
- Kampenau (Kamenske – 現在　Marjaniwka (Kujbyschewe)/Мар'янівка の南部)
- Mirau (現在の Myrske/Мирське)
- Kaiserdorf (現在の Probudschennja/Пробудження)
- Göttland (現在の Marjaniwka (Kujbyschewe)/Мар'янівка)
- Neuhof (現在の Nowodworiwka/Новодворівка)
- Eichwald (現在の Uryzke/Урицьке)
- Tiegenort (現在の Antoniwka (Rosiwka)/uk:Антонівка (Розівський район) - ウクライナ/ザポリージャ州)
- Tiergart (破壊 – Antoniwkakの北東)
- Ludwigstal (現在の Karla Libknechta/Карла Лібкнехта)

### ベルジャーンシク付近のシュヴァーベン出身者の入植地[10]
- Neu-Hoffnung (現在の the western part of Ossypenko (Berdyansk)/Осипенко)
- Neu-Hoffnungstal (現在の Dolynske (Berdjansk)/Долинське)
- Neu-Stuttgart (現在の Jelysawetiwka (Prymorsk, Siedlung)/Єлизаветівка)
- Rosenfeld (現在の Oleniwka (Berdjansk)/Оленівка)

### その他の入植地
- アルト・ダンツィヒ（英語版） (現在の Krupske)
- クリミア・ドイツ人（英語版）の入植者地区
- モロチュナ入植地（英語版、ドイツ語版）のメノナイト入植地
- コルティツァ入植地（英語版、ドイツ語版）のメノナイト入植地
- クロナウ入植地（ドイツ語版）の派生入植地

ドネツィクの南マキシモヴィチの入植地:
- Ostheim (現在の en:Telmanowe/uk:Тельманове)、ノイ・ホフヌング(Neu-Hoffnung)入植地の派生入植地
- Rosenfeld(Swobodne)

## 出身者
- ゲオルク・ライプブラント（英語版）, ナチス党政治家
- ヴァチェスラフ・ポロゾフ（英語版）, オペラ歌手
- ピョートル・シュミット（英語版）, ロシア海軍士官、1905革命に参加
- アタナシウス・シュナイダー,アスタナのカトリック教会の補佐司教、神学者、著作家
- イマヌエル・ヴィンクラー（英語版）, ホフヌングスタール(Hoffnungstal)入植地の牧師、カッセル(Kassel)入植地の教区牧師、黒海ドイツ人の代表